# 磷酸化

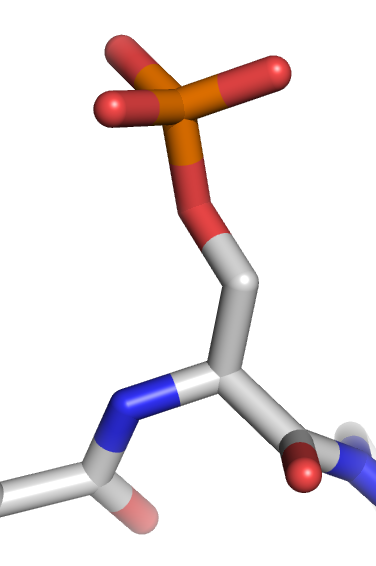
一個經過磷酸化之後的絲胺酸殘基。

磷酸化（英語：Phosphorylation）或稱磷酸化作用，是指在蛋白質或其他類型分子上，加入一個磷酸（PO32-）基團，也可定義成「將一個磷酸基團導入一個有機分子」。此作用在生物化學中佔有重要地位。
蛋白質磷酸化可發生在許多種類的胺基酸（蛋白質的主要單位）上，其中以絲胺酸為多，接著是蘇胺酸。而酪胺酸則相對較少磷酸化的發生，不過由於經過磷酸化之後的酪氨酸較容易利用抗體來純化，因此酪氨酸的磷酸化作用位置也較廣為了解。
除了蛋白質以外，部分核苷酸，如三磷酸腺苷（ATP）或三磷酸鳥苷（GTP）的形成，也是經由二磷酸腺苷和二磷酸鳥苷的磷酸化而來，此過程稱為氧化磷酸化。另外在許多醣類的生化反應中（如糖解作用），也有一些步驟存在氧化磷酸化作用。

## 參看
- 硫酸化

## 外部連結
- Mammalian Phosphorylation Resource, which integrates information on available phospho-specific antibodies
- deltaMasses detection and localization of phosphorylations after mass spectrometry
- Functional analyses for site-specific phosphorylation of a target protein in cells (A Protocol)